# Krosinek
Krosinek – wieś w Polsce położona w województwie wielkopolskim, w powiecie czarnkowsko-trzcianeckim, w gminie Połajewo.
W latach 1975–1998 miejscowość administracyjnie należała do województwa pilskiego.